# Roprachtice
Roprachtice település Csehországban, Semilyi járásban. Roprachtice Háje nad Jizerou, Vysoké nad Jizerou, Víchová nad Jizerou, Poniklá és Příkrý településekkel határos. Lakosainak száma 294 fő (2024. január 1.).

## Népesség
A település lakosságának változását az alábbi diagram mutatja:
| Lakosok száma | 1494 | 1238 | 1082 | 502  | 312  | 275  | 280  | 277  | 269  | 294  |
|               | 1869 | 1900 | 1921 | 1961 | 1980 | 2011 | 2016 | 2019 | 2021 | 2024 |